# 70º anniversario della fine della seconda guerra sino-giapponese

Portabandiera dell'Esercito popolare di liberazione in marcia di fronte a un ritratto del presidente Xi Jinping

Il 70º anniversario della fine della seconda guerra sino-giapponese (in cinese: 纪念中国人民抗日战争暨世界反法西斯战争胜利７０周年阅兵式S, jìniàn zhōngguó rénmín kàngrì zhànzhēng jì shìjiè fǎnfàxīsī zhànzhēng shènglì qīshí zhōunián yuèbīng shìP, lett. "Parata in memoria delle vittorie del popolo cinese nella guerra antigiapponese e del mondo nella guerra antifascista") è stato celebrato in un'importante parata militare, che ha avuto luogo lungo il viale della Pace Eterna, a Pechino, in data 3 settembre 2015. Il motivo per cui è stato allestito tale evento è la commemorazione della sconfitta definitiva del Giappone durante la Seconda guerra mondiale. Le celebrazioni per il 70º anniversario della fine della seconda guerra sino-giapponese rappresentano la prima grande parata militare cinese organizzata all'infuori del consueto contesto di commemorazione della fondazione della repubblica. Hanno partecipato all'evento 12 000 soldati dell'Esercito popolare di liberazione, ispezionati dal presidente Xi Jinping, capitanati dal generale Song Puxuan e accompagnati da 1 000 soldati da 17 paesi diversi. 850 000 "guardie cittadine" hanno mantenuto l'ordine lungo le vie principali della città. Il ruolo di maestro di cerimonie è stato rivestito dal primo ministro Li Keqiang.

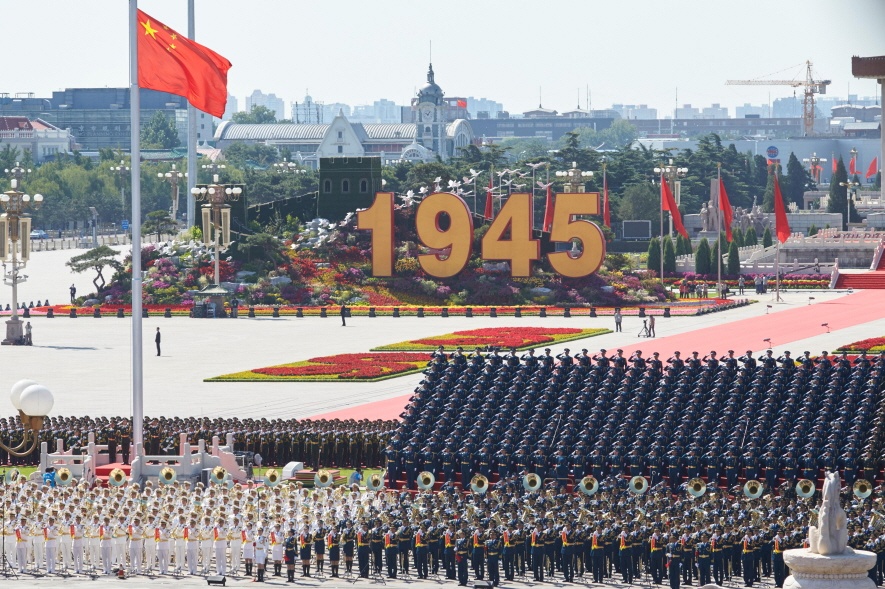
1945, la data della fine della Seconda guerra mondiale e dell'arresa dei giapponesi

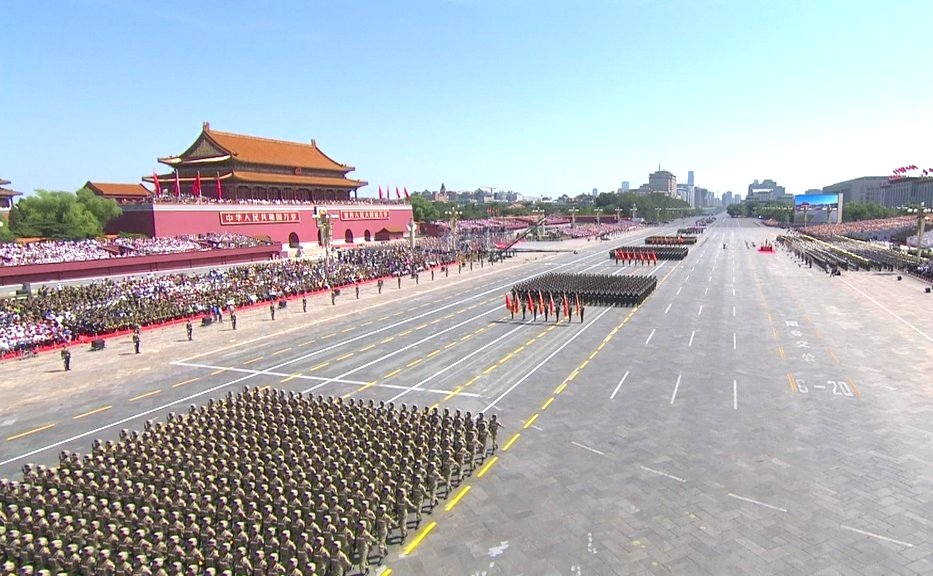
Soldati in marcia nella parata

## Contesto storico
In occasione del 70º anniversario della fine della seconda guerra sino-giapponese è stata allestita la prima parata militare atta a celebrare un evento che non sia la giornata nazionale cinese e che, nel contempo, commemori la fine del secondo conflitto mondiale. Sin dalla fondazione della repubblica, le parate hanno solitamente avuto luogo il 1º ottobre (cf. Giornata nazionale della Repubblica popolare cinese). La tradizione è stata iniziata da Mao Zedong nel 1959, con la parata del 10º anniversario della repubblica; in seguito, eventi simili sono stati organizzati nel 1984 da Deng Xiaoping, nel 1999 da Jiang Zemin e nel 2009 da Hu Jintao. Le celebrazioni del 70º anniversario della fine della seconda guerra sino-giapponese rappresentano anche la prima importante parata militare organizzata durante il governo di Xi Jinping, il Segretario generale del partito comunista cinese, leader della repubblica a partire dal 2012. Il motto utilizzato durante l'intero periodo delle celebrazioni è "Pace e vittoria". Il presidente della Federazione russa Vladimir Putin è uno degli ospiti d'onore a presenziare all'evento, ricambiando così il gesto di Xi Jinping, che aveva partecipato alla parata militare della Giornata della vittoria a Mosca (9 maggio 2015).

## Preparazioni e restrizioni
Il governo cinese ha tentato di prevenire qualsiasi tipo di distrazione e potenziali problemi che sarebbero potuti accadere il 3 settembre, durante lo svolgimento della parata militare. Bloomberg ha dimostrato come il governo centrale fosse nuovamente intervenuto nel mercato azionario per garantire un 70º anniversario economicamente stabile. Nella città di Pechino è stato imposto un coprifuoco nell'ambito della circolazione stradale in diverse vie; inoltre, sette parchi e diversi ospedali sono stati chiusi al pubblico. La linea 1 della metropolitana di Pechino, che passa sotto al viale Chang'an, è stata temporaneamente bloccata, mentre 256 linee di bus sono state poste sotto pesanti restrizioni dal 2 al 4 settembre. Durante il giorno della parata, gli ospedali hanno cessato la maggior parte delle proprie attività, salvo in casi di emergenza, e i mercati azionari sono stati chiusi. Diverse aree sono state messe sotto legge marziale; la sicurezza entro i confini della città è stata consegnata nelle mani di 850 000 "guardie cittadine". Le autorità hanno liberato nei cieli di Pechino dei falchi addestrati appositamente per sgombrare l'area da volatili che potrebbero mettere a rischio il passaggio dei velivoli mentre, grazie ai macachi e alle loro abilità nell'arrampicata, sono stati individuati e distrutti i diversi nidi edificati tra i rami degli alberi. Mongolfiere e deltaplani sono stati anch'essi, temporaneamente, messi al bando, e a coloro che vivevano sul viale Chang'an è stata proibita l'apertura delle finestre durante il breve periodo di "lockdown". I canali televisivi satellitari nazionali hanno ridotto la propria selezione di programmi di intrattenimento dal 1º al 5 settembre: per esempio, la Televisione centrale cinese ha cessato la trasmissione del proprio programma d'intrattenimento in tutta la sua interezza, sostituendolo con film e serie TV sulla Seconda guerra mondiale. Xi Jinping ha, inoltre, annunciato il nuovo nome della Giornata della vittoria sul Giappone, ossia "Anniversario delle vittorie del popolo cinese nella guerra antigiapponese e del mondo nella guerra antifascista" e, nel contempo, ha dichiarato la creazione di una nuova ricorrenza civile, ossia una Giornata della memoria dedicata alla conquista di Nanchino da parte dei giapponesi (all'epoca capitale della Cina nazionalista), il massacro che ne è conseguito e le innumerevoli morti che ha causato. Nel mese di luglio, Leung Chun-ying, capo dell'esecutivo di Hong Kong, per facilitare la partecipazione di Hong Kong alle celebrazioni, ha presentato al consiglio legislativo una nuova ordinanza che avrebbe reso il 3 settembre un giorno di festa. L'atto è passato, nonostante le diverse critiche, le sentite opposizioni e i 90 emendamenti proposti da un legislatore.

L'inquinamento atmosferico di Pechino è stato ridotto in occasione della parata militare.

Per ridurre l'inquinamento atmosferico nella città di Pechino e garantire un cielo azzurro per il giorno della parata militare, a metà delle automobili della città è stata vietata la circolazione nelle strade. 10 000 fabbriche a Pechino e nelle aree e province circostanti (Hebei, Tientsin, Shanxi, Mongolia Interna, Shandong e Henan) hanno ridotto o sospeso le proprie attività per abbassare le emissioni. Tale chiusura o riduzione delle attività delle fabbriche, accompagnata alla forzata inaccessibilità di vie e arterie per la città di Pechino, ha portato una ventata d'aria pulita che ha caratterizzato il periodo intorno al 3 settembre: i livelli del particolato PM2,5 erano inferiori ai 50 µg/m³, e l'assenza di traffico è stata ben accolta dai residenti della città.

## Figure di rilievo invitate

### Leader cinesi
Xi Jinping, con le sue tre cariche di Segretario generale del Partito comunista cinese, Presidente della Repubblica popolare cinese e della Commissione militare centrale, era la figura centrale dell'evento. A differenza delle due parate precedenti, il ruolo di maestro di cerimonie è stato ricoperto dal primo ministro Li Keqiang e non dal segretario del partito comunista di Pechino (Jia Qinglin nel 1999 e Liu Qi nel 2009). È stato il generale Song Puxuan a rendere gli onori al presidente Xi poco prima dell'ispezione delle truppe, dichiarandole pronte per l'imminente marcia.
Xi Jinping, seduto insieme ai dignitari sulla balconata dell'edificio di Tienanmen, vestiva di una giacca maoista, com'è solito tra i leader in procinto di ispezionare le truppe. La moglie Peng Liyuan, invece, indossava un abito rosso. Il resto delle figure politiche era semplicemente in giacca e cravatta. Durante il discorso introduttivo Xi ha annunciato, in maniera inaspettata, di voler ridurre l'esercito cinese di 300 000 membri. Gli altri membri del Comitato permanente dell'ufficio politico del Partito comunista cinese che hanno assistito all'evento da Tienanmen insieme al presidente Xi sono Zhang Dejiang, Yu Zhengsheng, Liu Yunshan, Wang Qishan e Zhang Gaoli.
Hanno assistito agli eventi da Tienamen anche i precedenti leader della repubblica Jiang Zemin e Hu Jintao, accompagnati dagli ex premier Li Peng, Zhu Rongji, Wen Jiabao e da altre personalità di spicco quali Li Ruihuan, Wu Bangguo, Jia Qinglin, Li Lanqing, Song Ping, Zeng Qinghong, Wu Guanzheng, Li Changchun, Luo Gan e He Guoqiang. Tutti i membri del comitato permanente che erano ancora in vita e in buoni rapporti con il partito sono stati invitati alla parata militare; la loro disposizione sul monumento di Tienanmen è in rigido ordine di precedenza alla destra dei membri in carica del comitato.
Leung Chun-ying, il capo dell'esecutivo della regione amministrativa speciale di Hong Kong, è figurato nel pubblico della parata militare con un gruppo di 300 persone. Anche il capo dell'esecutivo di Macao, Fernando Chui ha partecipato alle celebrazioni.

### Lista dei dignitari presenti
- Presidente legislativo dell'Algeria Abdelkader Bensalah;[19]
- Vicepresidente dell'Argentina Amado Boudou;[20]
- Ministro per gli affari dei veterani dell'Australia Michael Ronaldson;[21]
- Presidente della Bielorussia Aljaksandr Lukašėnka;[22]
- Presidente della Birmania Thein Sein;[19]
- Presidente di turno della Bosnia ed Erzegovina Dragan Čović;[23]
- Ministro della difesa del Brasile Jaques Wagner;
- Re della Cambogia Norodom Sihamoni;[19]
- Presidente della Repubblica Ceca Miloš Zeman;[24]
- Presidente della Cina Xi Jinping, il premier Li Keqiang e altri politici di rilievo;
- Presidente della Repubblica Democratica del Congo Joseph Kabila;[25]
- Membro dell'ufficio politico della Corea del Nord Choe Ryong-hae;[19]
- Presidente della Corea del Sud Park Geun-hye;[19]
- Primo vicepresidente di Cuba Miguel Díaz-Canel;[26]
- Presidente dell'Egitto Abdel Fattah al-Sisi;[19]
- Primo ministro dell'Etiopia Hailemariam Desalegn;[27]
- Presidente delle Figi Jioji Konrote;
- Ministro degli esteri della Francia Laurent Fabius;[28]
- Capo dell'esecutivo di Hong Kong Leung Chun-ying;
- Portavoce del parlamento dell'Iran Ali Larijani;
- Ministro degli affari esteri dell'Italia Paolo Gentiloni;[29]
- Presidente del Kazakistan Nursultan Nazarbayev;[19]
- Presidente del Kirghizistan Almazbek Atambaev;[19]

- Presidente del Laos Choummaly Sayasone;[19]
- Capo dell'esecutivo di Macao Fernando Chui;
- Presidente della Mongolia Tsakhiagiin Elbegdorj;[30]
- Presidente del Montenegro Filip Vujanović;
- Ministro di stato dei Paesi Bassi Herman Tjeenk Willink;[31]
- Presidente del Pakistan Mamnoon Hussain;[19]
- Presidente della Palestina Mahmoud Abbas;
- Governatore generale della Papua Nuova Guinea Michael Ogio;[32]
- Maresciallo del Sejm Małgorzata Kidawa-Błońska (Polonia);[20]
- Presidente della Russia Vladimir Putin;[33]
- Presidente della Serbia Tomislav Nikolić;[34]
- Ambasciatore degli Stati Uniti Max Baucus;[28]
- Presidente del Sudafrica Jacob Zuma;[19]
- Presidente del Sudan Omar al-Bashir;[19]
- Presidente del Tagikistan Emomali Rahmon;[19]
- Vicepresidente della giunta della Thailandia Prawit Wongsuwan;[19]
- Presidente di Timor Est Taur Matan Ruak;[35]
- Ministro degli affari esteri dell'Ungheria Péter Szijjártó;[21]
- Presidente dell'Uzbekistan Islam Karimov;[19]
- Primo ministro di Vanuatu Sato Kilman;[36]
- Presidente del Venezuela Nicolás Maduro;[19]
- Presidente del Vietnam Trương Tấn Sang.[19]

I seguenti paesi sono stati rappresentati dai propri ex leader / capi di Stato:
- Ex vice presidente e primo ministro Lien Chan della Repubblica di Cina (Taiwan);[37]
- Ex presidente delle Filippine Joseph Estrada. Estrada ha partecipato alla parata non come rappresentante del proprio paese, ma nelle vesti del sindaco di Manila. Estrada ha fatto riferimento a come Manila e Pechino fossero città gemellate e che, proprio per questo motivo, abbia presenziato all'evento.[38]
- Ex cancelliere della Germania Gerhard Schröder;[19]
- Ex primo ministro del Giappone Tomiichi Murayama;[19]
- Ex primo ministro del Regno Unito Tony Blair;[19]
- Ex Capitano reggente di San Marino Gianfranco Terenzi;[39]
- Ex vice primo ministro di Singapore Wong Kan Seng;
- Ex presidente di Timor Est José Ramos-Horta.

Hanno presenziato all'evento anche i rappresentanti delle seguenti organizzazioni internazionali:
- Presidente del Comitato internazionale della Croce Rossa Peter Maurer;
- Segretario generale delle Nazioni Unite Ban Ki-moon;[19]
- Direttrice generale dell'UNESCO Irina Bokova.

## Critiche
Il Consiglio per gli affari continentali di Taiwan, il presidente Ma Ying-jeou e il Kuomintang hanno condannato la parata militare organizzata dalla Repubblica Popolare Cinese, sostenendo che quest'ultima si fosse appropriata della vittoria contro i giapponesi durante la Seconda guerra mondiale, un primato che dovrebbe, in realtà, appartenere alla Cina nazionalista. Tuttavia, l'ex presidente del Kuomintang Lien Chan, nonostante le critiche mosse da Ma Ying-jeou, ha partecipato all'evento; il suo gesto si è rivelato molto controverso in Taiwan. Per esempio, la leader dell'opposizione taiwanese Tsai Ing-wen ha fatto notare che Lien Chan non fosse riuscito a rappresentare e ad assecondare l'opinione pubblica della maggior parte dei taiwanesi. Il fatto che Lien Chan si sia recato fino a Pechino è, in realtà, motivato dagli interessi commerciali che nutre nei confronti della Cina continentale, condivisi anche dal Kuomintang. Secondo l'opinionista di Hong Kong Frank Ching, la presenza di Lien Chan alle celebrazioni a Pechino dovrebbe essere in diretta contraddizione con il Kuomintang stesso dato che, secondo lui, il Partito comunista cinese sta chiaramente tentando di rimuovere il contributo della Cina nazionalista dal contesto della Seconda guerra mondiale.
Secondo altri esperti il motivo principale della parata militare era quello di "riscrivere la storia" o, almeno, di darne una chiave interpretativa alterata in cui il ruolo del Partito comunista cinese nella Seconda guerra mondiale venisse elevato.
L'agenzia di stampa Kyodo News ha citato un portavoce del Dipartimento di Stato degli Stati Uniti d'America che, in una conferenza stampa del 31 agosto 2015, ha condannato la partecipazione alla parata da parte del presidente del Sudan Oman al-Bashir. Stando alle parole del portavoce, la Cina, come membro del Consiglio di sicurezza delle Nazioni Unite, dovrebbe considerare le opinioni e le posizioni della comunità internazionale prima di invitare un individuo ricercato dalla Corte penale internazionale.

## Gruppi della parata
Circa 12 000 soldati hanno marciato lungo il viale Chang'an, fino a Tienanmen, dove sono stati ispezionati dal leader Xi Jinping e dagli altri due ex capi di Stato. Vi erano dieci squadroni: nove appartenenti all'Esercito popolare di liberazione e uno alla Polizia armata del popolo. Senza contare i portabandiera, ogni gruppo era costituito da 350 soldati guidati da maggiori generali o tenenti generali in servizio attivo. In totale, 56 generali hanno preso parte alla parata. Il contingente di veicoli militari era guidato da due tenenti generali dell'aeronautica, un tenente generale delle forze missilistiche e da un viceammiraglio, ossia Cheng Dong, vicecomandante dell'aeronautica militare dell'Esercito popolare di liberazione, Wu Guohua, vicecomandante delle forze missilistiche dell'Esercito Popolare di Liberazione e Tian Zhong, vicecomandante della marina dell'Esercito popolare di liberazione. Zheng Qunliang, un altro vicecomandante dell'aeronautica militare, ha guidato lo squadrone di aerei da caccia che è passato in piazza Tienanmen durante la parata militare. Questa è stata la prima parata militare della storia della Repubblica Popolare Cinese in cui i contingenti di militari sono stati guidati da ufficiali di grado così alto.

### Veterani
Per la prima volta i soldati sopravvissuti alla Seconda guerra mondiale hanno preso parte alle celebrazioni del 3 settembre. La maggior parte di essi aveva più di novant'anni e aveva combattuto in diversi eserciti, come la Nuova quarta armata, l'Esercito nazionalista e l'Ottava armata della strada. Oltre ai soldati cinesi, alcuni degli aviatori dell'aeronautica militare degli Stati Uniti, che avevano combattuto al fianco delle forze cinesi, hanno preso parte allo schieramento dei veterani. Tutti questi ex soldati sono comparsi all'inizio della parata militare: hanno attraversato il viale Chang'an su degli autobus scoperti, accompagnati dallo squadrone di scorta motociclistica della Polizia armata del popolo.

### Colonne militari

#### Bande militari
La musica che ha accompagnato la parata militare è stata eseguita da un gruppo di 1 000 musicisti, organizzati nelle seguenti bande:
- Banda militare congiunta dell'Esercito popolare di liberazione diretta da Zhang Haifeng
  - Banda militare centrale dell'Esercito popolare di liberazione
    - Trombettisti militari di stato

  - Banda della marina dell'Esercito popolare di liberazione
  - Banda femminile dell'aeronautica militare dell'Esercito popolare di liberazione
  - Banda della Polizia armata del popolo
  - Banda militare femminile dell'università di difesa nazionale dell'Esercito popolare di liberazione
  - Quarta banda militare dell'Esercito popolare di liberazione
  - Banda militare della quattordicesima armata
  - Coro misto dell'Esercito popolare di liberazione
    - Compagnia di danza e di canto della Commissione militare centrale
    - Voci maschili di diverse accademie militari cinesi[51]

#### Portabandiera
I portabandiera che hanno contribuito alla parata sono in tutto 207: essi provengono dal battaglione della guardia d'onore della guarnigione di Pechino e hanno rivestito il ruolo di portare i colori militari della nazione. È la prima volta in cui dei membri femminili dell'esercito hanno fatto parte della guardia d'onore durante una parata militare nazionale. L'evento del 3 settembre, tuttavia, non rappresenta il loro debutto: già nel maggio del 2015 avevano presenziato, con le loro armi cerimoniali Type 56, a una visita di stato del presidente del Turkmenistan a Pechino.

#### Compagnie militari a rappresentazione delle unità del PCC durante la Seconda guerra mondiale
Le "squadre di eroi" del Partito comunista cinese erano composte da distaccamenti le cui origini risalgono alle stesse unità militari che avevano partecipato alla Seconda guerra mondiale, tra cui i "Cinque eroi delle montagne Langya" (狼牙山五壮士S, lángyáshān wǔzhuàngshìP), la "Squadra degli eroi della battaglia di Pingxingguan" (平型关战役S, píngxíngguān zhànyìP) e la "Squadra dell'offensiva dei cento reggimenti". Anche i distaccamenti rappresentanti le diverse regioni militari cinesi hanno partecipato alla parata, guidati da soldati con i colori e i simboli utilizzati dalle vecchie unità.
Sono state rappresentate le seguenti unità campali durante la parata:
- L'Ottava armata della strada
- La Nuova quarta armata
- L'armata antigiapponese unita del Nord-Est
- Organizzazioni guerrigliere meridionali sotto il controllo del Partito comunista cinese

#### Polizia armata del popolo
Anche un distaccamento della Polizia armata del popolo ha preso parte alle celebrazioni del 3 settembre; l'unità campale, in precedenza, aveva fatto parte dell'Esercito popolare di liberazione. Tramite la 114ª divisione e la 38ª armata, è possibile rintracciare anche le origini di questo distaccamento nel periodo della Seconda guerra mondiale.

#### Contingenti stranieri
Soldati di diciassette paesi diversi hanno preso parte alla parata militare. Le seguenti nazioni sono disposte in ordine alfabetico:
- Gruppo di 3 soldati portabandiera dall'Esercito nazionale dell'Afghanistan;
- Gruppo di 76 soldati dalle guardie d'onore delle Forze armate della Bielorussia;
- Gruppo di 7 soldati portabandiera dal Regio esercito della Cambogia;
- Gruppo di 76 soldati dall'unità cerimoniale delle Forze armate di Cuba;
- Gruppo di 73 soldati dalle guardie della repubblica dell'Esercito dell'Egitto;[55]
- Gruppo di 7 soldati dalle guardie presidenziali delle Forze armate delle Figi;
- Gruppo di 76 soldati dalle guardie d'onore delle Forze armate del Kazakistan;
- Gruppo di 76 soldati dalle guardie nazionali delle Forze armate del Kirghizistan;
- Gruppo di 7 soldati portabandiera dalle Forze armate popolari del Laos;
- Gruppo di cadetti di 77 individui dalle accademie militari delle Forze armate del Messico;

- Gruppo di 74 soldati dalle Forze armate della Mongolia;[56]
- Gruppo di 79 soldati dalle guardie d'onore dell'Esercito del Pakistan;
- Gruppo di 76 soldati dalla 1ª compagnia delle guardie d'onore, dal 154º reggimento Preobraženskij e dal distretto militare occidentale;
- Gruppo di 75 soldati dalle guardie d'onore delle Forze armate della Serbia;
- Gruppo di 76 soldati dalla compagnia dalle guardie d'onore delle Forze armate del Tagikistan;
- Gruppo di 7 soldati portabandiera dalle Forze militari mobili del Vanuatu;
- Gruppo di 9 soldati portabandiera dall'accademia militare dell'Esercito del Venezuela.

### Colonna di veicoli militari

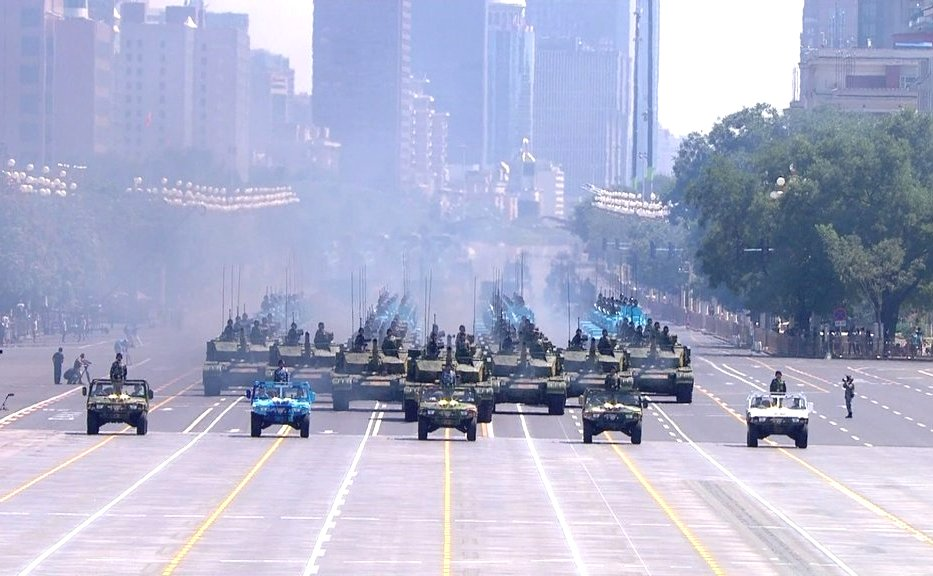
Veicoli militari durante la Giornata della vittoria

Formazione di carri armati da combattimento Type 99A
Essa era composta da diversi carri armati cinesi Type 99A di ultima generazione. La lettera "A" è a indicazione del fatto che si tratti di una versione migliorata del carro armato Type 99.
Formazione di veicoli d'assalto anfibio
I veicoli d'assalto anfibio Type 05A, con le varianti da combattimento per la fanteria (ZBD-05A) e per il supporto di fuoco (ZTD-05) della Marina militare dell'esercito popolare di liberazione, con la loro abilità di sfruttare l'aquaplaning sulle superfici bagnate, sono i veicoli da combattimento corazzati anfibi più veloci del mondo.
Formazione di mezzi da combattimento della fanteria meccanizzata
Il veicolo da combattimento della fanteria ZBD-04A, una controparte del carro da combattimento corazzato Type 99 che è in grado di trasportare soldati, ha fatto la sua apparizione nella parata militare.
Formazione di mezzi da combattimento della fanteria aviotrasportato
Il veicolo da combattimento della fanteria ZBD-03, caratterizzato dalla sua leggerezza, è il mezzo corazzato più idoneo all'aerotrasporto dell'Esercito popolare di liberazione. Ha fatto la sua prima comparsa in questa parata. La variante anticarro, insieme a quella leggera d'assalto, è comparsa subito dopo.
Formazione di missili guidati anticarro
I missili anticarro guidati HJ-10 hanno fatto la loro comparsa nella parata, seguite dalle varianti antielicottero, "fire and forget" e "man in the loop".
Formazione di semoventi di artiglieria
Nella parata ha fatto ingresso anche una formazione di obici semoventi PLZ-05A e di Oerlikon GDF semoventi PGZ-07, conosciuti anche con il soprannome "Dio della guerra" data la loro reputazione come i cannoni più grandi dell'esercito cinese.

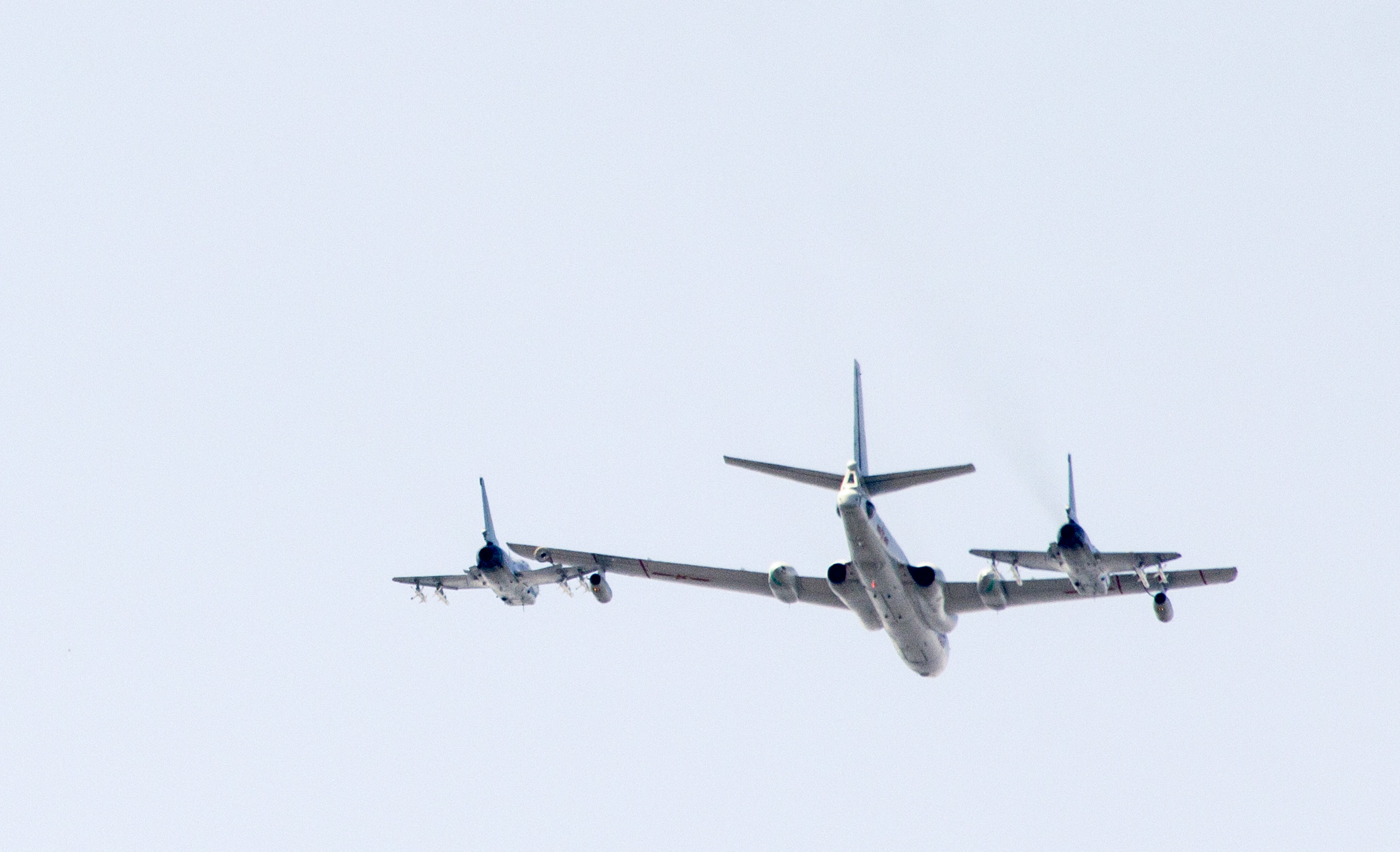
L'H-6 e il J-10 in volo durante la parata

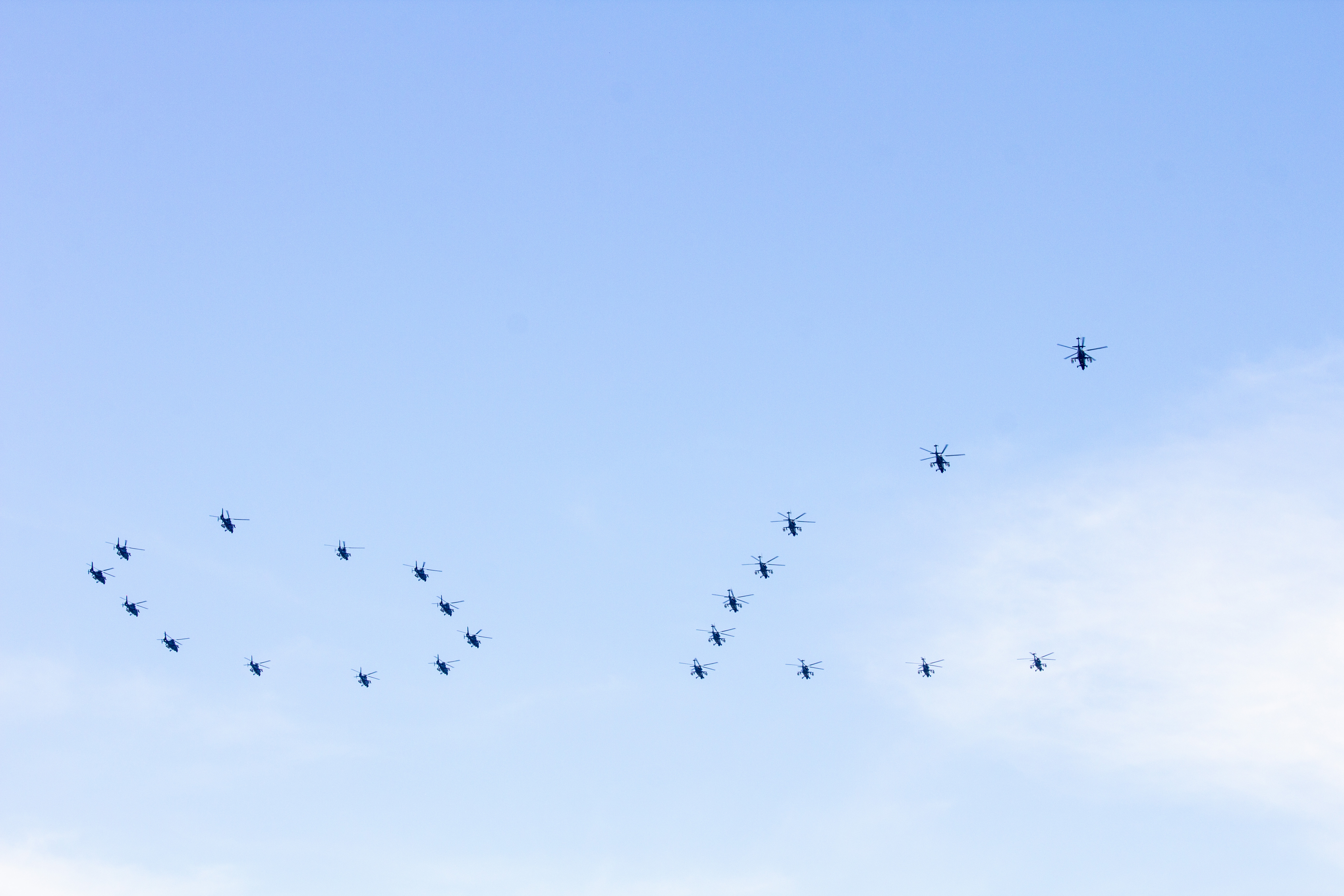
Il numero 70 creato da una formazione di ventidue elicotteri

Veicolo di supporto militare anfibio
Veicolo di pattugliamento veloce
Veicolo di attacco antiterroristico
Formazione di missili antiaerei semoventi
Formazione di missili
Il primo missile balistico antinave in assoluto, il DF-21D, è stato presentato in occasione di questa parata militare. La sua entrata in scena è avvenuta in seguito a quella dei missili DF-15 e DF-16.
Il DF-41, il missile balistico intercontinentale più nuovo della Cina, invece, non è comparso durante la parata.

### Parata aerea
Formazione di aerei da caccia
Nella formazione vi erano otto J-10 e un KJ-2000. Erano già comparsi nel 2009, in occasione del 60º anniversario della Repubblica Popolare Cinese.
Il velivolo di preallarme e controllo più nuovo della Cina, lo Shaanxi KJ-500, ha fatto il proprio debutto in questa parata militare.
Anche l'H-6K ha fatto la sua prima comparsa, insieme a cinque Shenyang J-15 (aerei da caccia imbarcati).
Il velivolo da caccia più avanzato della Cina, il Chengdu J-20, non è stato mostrato durante questa parata militare.
Formazione di elicotteri
Alle ore 10:20, dieci elicotteri d'attacco CAIC WZ-10 e dodici elicotteri da ricognizione WZ-19 hanno formato, rispettivamente, le cifre "7" e "0" sopra alla piazza Tienanmen. Il numero 70 rappresenta gli anni che sono passati dalla sconfitta dei giapponesi, l'anniversario a cui è dedicata l'intera parata militare.

## Dopo la parata
La parata è iniziata alle 10:09 ed è finita alle 11:40. Dopodiché, Xi Jinping ha organizzato un ricevimento ufficiale dei dignitari internazionali che avevano partecipato all'evento.
Yang Yujun, un portavoce del Ministero della difesa nazionale della Repubblica Popolare Cinese, ha dichiarato che la riduzione del numero di membri dell'esercito annunciata dal presidente interesserà soprattutto coloro che non sono stati appositamente addestrati per situazioni di combattimento e di battaglia. Stando alle sue parole, la Cina modificherà il "sistema di comando", semplificandone la struttura gestionale.
Il generale Xu Guangyu ha, inoltre, rivelato che anche la Polizia armata del popolo verrà riformata in maniera simile.